# Saint-Laurent-de-Muret
Saint-Laurent-de-Muret är en kommun i departementet Lozère i regionen Occitanien i södra Frankrike. Kommunen ligger i kantonen Marvejols som tillhör arrondissementet Mende. År 2022 hade Saint-Laurent-de-Muret 191 invånare.

## Befolkningsutveckling
Antalet invånare i kommunen Saint-Laurent-de-Muret
| Referens: INSEE |